# 光と影の季節
「光と影の季節」（ひかりとかげのきせつ）は、2005年4月13日に発売された浜田省吾の35枚目のシングル。

## 背景
前作「君に捧げるlove song」から、約1年半ぶりとなる今作は、アルバム『My First Love』からの先行シングルとしてリリースされた。
2007年よりマスターズ甲子園の公式テーマソングとして、「光と影の季節」と「I am a father」の2曲が選出されている。元高校球児である浜田もメッセージを寄せている。

## 音楽性

### 光と影の季節
サビの「君に逢いたくて戻ってきたよ」という歌詞には、4年ぶりとなるコンサート・ツアー「ON THE ROAD 2005」でのファンに向けたメッセージも込められている。
未発表のインストゥルメンタルヴァージョンも存在し、浜田の大ファンとしてかねてからインストゥルメンタルヴァージョンの存在を知っていたますだおかだの増田英彦が、『ますだおかだ増田のラジオハンター!』（朝日放送ラジオの生ワイド番組）のテーマソングに使用することを浜田のマネジャーへ打診。このマネジャーと発売元のソニーミュージックからサウンドトラックの使用が無償で認められたため、インストゥルメンタルヴァージョンが同番組の初回（2021年9月30日）からオープニングで流れている。

### Midnight Blue Train 2005
カップリングは、1978年にリリースされたアルバム『Illumination』に収録されている「Midnight Blue Train」をニューヴァージョンとして収録している。

## チャート成績
1992年発売の「悲しみは雪のように」以来、シングルとしては13年ぶりとなるオリコンチャートでのベスト3入りを記録した。

## 収録曲
| 全作詞・作曲: 浜田省吾。 |                              |           |            |                 |      |
| #                        | タイトル                     | 作詞      | 作曲・編曲 | 編曲            | 時間 |
| 1.                       | 「光と影の季節」             | 浜田省吾  | 浜田省吾   | 星勝 & 浜田省吾 | 4:41 |
| 2.                       | 「Midnight Blue Train 2005」 | 浜田省吾  | 浜田省吾   | 星勝            | 6:23 |
| 合計時間:                | 合計時間:                    | 合計時間: | 11:04      |                 |      |

## 参加ミュージシャン
| 光と影の季節 - Drums：小田原豊 - Bass：美久月千晴 - Guitars：長田進 & 武沢豊 - Keyboards：小島良喜 - Saxphones：古村敏比古 - Tambourine：三沢またろう - Backing vocal：町支寛二 - Manipulation：石川鉄男 | Midnight Blue Train 2005 - Drums：小田原豊 - Bass：美久月千晴 - Guitars：武沢豊 - Keyboards：小島良喜 |